# Elecciones generales de Panamá de 1964
El 10 de mayo de 1964 se celebraron elecciones generales en Panamá, en las que se eligió un nuevo Presidente de la República y una nueva Asamblea Nacional.
Siete candidatos compitieron en las elecciones presidenciales de 1964, aunque sólo tres eran contendientes serios. Marco Aurelio Robles, quien se había desempeñado como ministro de la presidencia en el gabinete de Roberto F. Chiari, era el candidato de la Unión Nacional de Oposición, integrada por el Partido Liberal (PLN) y 7 partidos menores. Después de largas maniobras entre bastidores, Robles recibió el respaldo del presidente saliente. Juan de Arco Galindo, exdiputado a la Asamblea Nacional, ministro de Obras Públicas y cuñado del expresidente Ernesto de la Guardia, era el candidato de la coalición Alianza Nacional de Oposición, integrada por 6 partidos encabezados por la Coalición Patriótica Nacional (CPN). Arnulfo Arias fue apoyado por el Partido Panameñista (PP), que ya era el partido individual más grande del país.
Según Ian Gorvin, “el PLN retuvo la presidencia en 1964 cuando Robles obtuvo 134.627 votos frente a los 123.186 de Arias, ahora candidato del Partido Panameñista. Arias sostuvo que las elecciones habían sido amañadas y exigió un recuento, pero la Junta Nacional de Elecciones confirmó los resultados."

## Resultados

### Presidente
| Candidato                          | Partido o alianza | Votos   | %      |
| ---------------------------------- | --- | ------- | ------ |
| Marco Aurelio Robles               | Unión Nacional de Oposición: Partido Liberal Nacional /Partido Republicano/Movimiento de Liberación Nacional /Partido Laborista Agrario/Partido Acción Democrática /Partido Nacional Progresista /Partido Nacionalista/Partido Istmeño Revolucionario | 129 933 | 40,97  |
| Arnulfo Arias Madrid               | Partido Panameñista | 119 201 | 37,58  |
| Juan de Arco Galindo               | Alianza Nacional de Oposición: Coalición Patriótica Nacional /Tercer Partido Nacionalista/Partido Renovador /Partido Resistencia Civil Liberal /Partido DIPAL/Partido Cívico Nacional                                                                 | 47 753  | 15,06  |
| José Antonio Molino                | Partido Demócrata Cristiano | 9 681   | 3,05   |
| Florencio Harris                   | Partido Socialista | 4 374   | 1,38   |
| Norberto Navarro                   | Partido Acción Radical | 3 708   | 1,17   |
| José de la Rosa Castillo           | Partido Nacional Reformista | 2 521   | 0,79   |
| Total                              | Total | 317 171 | 100,00 |
| Votos válidos                      | Votos válidos | 317 171 | 97,17  |
| Votos inválidos/en blanco          | Votos inválidos/en blanco | 9 230   | 2,83   |
| Total de votos                     | Total de votos | 326 401 | 100,00 |
| Votantes registrados/participación | Votantes registrados/participación | 486 420 | 67,10  |
| Fuente: Nohlen                     | |         |        |

### Asamblea Nacional
| Partido o alianza | Escaños                                                          |
| --- | ---------------------------------------------------------------- |
| Unión Nacional de Oposición: Partido Liberal Nacional /Partido Republicano/Movimiento de Liberación Nacional (2) Partido Nacional Progresista (2)/Partido Laborista Agrario/Partido Acción Democrática /Partido Nacionalista/Partido Istmeño Revolucionario | 18 PLN (8) PR (4) MLN (2) PNP (2) PLA (1) PAD (1) PN (0) PIR (0) |
| Partido Panameñista | 12                                                               |
| Alianza Nacional de Oposición: Tercer Partido Nacionalista/Coalición Patriótica Nacional /Partido Renovador /Partido Resistencia Civil Liberal /Partido DIPAL/Partido Cívico Nacional                                                                       | 8 TPN (4) CPN (3) PRV (1) PRCL (0) DIPAL (0) PCN (0)             |
| Partido Demócrata Cristiano | 1                                                                |
| Partido Socialista | 1                                                                |
| Partido Acción Radical | 1                                                                |
| Partido Nacional Reformista | 1                                                                |
| Total | 42                                                               |
| Fuente: Nohlen |                                                                  |

## Consecuencias
“A medida que se acercaban las elecciones de 1968, la oposición acusó al presidente Robles de utilizar ilegalmente su cargo para apoyar la candidatura de David Samudio como su sucesor. Los partidos de oposición tenían mayoría en la legislatura, y destituyeron a Robles”.
La Asamblea Nacional se reunió en sesión extraordinaria y nombró una comisión para recabar pruebas. Robles, a su vez, obtuvo una sentencia de un Tribunal Municipal que la Asamblea estaba actuando inconstitucionalmente. La Asamblea Nacional optó por hacer caso omiso de una orden de suspensión emitida por el Tribunal Municipal en espera de la nueva convocatoria de la Corte Suprema el 1 de abril, y el 14 de marzo votó a favor de la destitución (por 30 votos contra 12). El 24 de marzo, la Asamblea Nacional declaró culpable a Robles y lo declaró depuesto y lo reemplazó por Max Delvalle, quien siendo el vicepresidente mayor asumió como Presidente de la República. Robles y la Guardia Nacional ignoraron el procedimiento, sosteniendo que acataría la decisión de la Corte Suprema cuando se volviera a convocar. La Corte Suprema, con un solo voto en contra, declaró inconstitucional el proceso de juicio político. Pero Delvalle negó su autoridad para invalidar decisiones de la legislatura y siguió ocupando la presidencia. Posteriormente, el Tribunal Electoral dictaminó que treinta de los diputados parlamentarios involucrados en el juicio político no eran reelegibles. Robles, con el apoyo de la Guardia Nacional, retuvo la presidencia.